# كاثي جيتنيل كيجينر
كاثي جيتنيل كيجينر شاعرة وناشطة في مجال تغير المناخ من جزر مارشال.

## حياتها الشخصية وعملها
ولدت جيتنيل كيجينر في جزر مارشال وترعرعت في هاواي. حصلت على درجة البكالوريوس. حصلت على درجة الماجستير في دراسات جزر المحيط الهادئ من جامعة هاواي في مانوا.
يسلط شعر جيتنيل كيجينر الضوء على القضايا المتعلقة بالبيئة وتغير المناخ. كما تستكشف الظلم الاجتماعي بما في ذلك الاستعمار والهجرة والعنصرية.
نُشرت مجموعاتها الشعرية الأولى بعنوان «إيب جالتوك: قصائد من ابنة مارشال» في عام 2017 من قبل مطبعة جامعة أريزونا. وهو يعتبر أول كتاب شعر نشره شخص من جزر مارشال.
وهي أحد مؤسسي المنظمة البيئية غير الربحية جو جيكوم التي تهدف إلى دعم شباب مارشال في اتخاذ إجراءات بشأن تغير المناخ والقضايا البيئية التي تؤثر على جزر مارشال.
عملت جيتنيل كيجينر في كلية جزر مارشال كمدرس لهيئة دراسات المحيط الهادئ. وهي تسعى حاليًا للحصول على درجة الدكتوراه في علم الاجتماع والإعلام والدراسات الثقافية في الجامعة الوطنية الأسترالية.

## الإنجازات
في عام 2014 اختيرت جيتنيل كيجينر لإلقاء كلمة في قمة المناخ للأمم المتحدة. قامت بأداء مقطوعة «عزيزي ماتافيلي بينيم» في حفل الافتتاح في نيويورك. في عام 2015 دُعِيَت للتحدث في مؤتمر الأمم المتحدة للتغير المناخي في باريس.
في عام 2015 اختيرت من قبل مجلة فوغ كواحدة من 13 محاربًا مناخيًا وفي عام 2017 حصلت على لقب بطل التأثير لهذا العام من قبل شركة الأرض في عام 2012 مثلت جزر مارشال في مهرجان الشعر برناسوس في لندن.

## أعمال بارزة

### إيب جالتوك: قصائد من ابنة مارشال (2017)
في عام 2017 صنعت جيتنيل كيجينر التاريخ من خلال كونها أول مؤلفه من مارشال تنشر كتابًا، مجموعة من القصائد بعنوان إيب جالتوك: قصائد من ابنة مارشال. يتناول كتابها موضوعات الأزمة الإنسانية والاجتماعية والاقتصادية والبيئية التي واجهتها جزر مارشال بسبب الاحتلال العسكري للولايات المتحدة. تحدد قصائدها الحياة اليومية لسكان جزر مارشال وهم يتبعون عاداتهم وتقاليدهم بينما يعانون من مشاكل بيئية نتيجة للتجارب النووية والاستعمار وتغير المناخ.

### «الارتفاع: من جزيرة إلى أخرى» (2018)
في عام 2018 تعاونت جيتنيل كيجينر مع أكا نيفيانا -شاعر ناشط في مجال تغير المناخ من جرينلاند- لكتابة قصيدة عن قصصهم عن تغير المناخ. قصيدة «الارتفاع: من جزيرة إلى أخرى»، تشرح تدمير وطنين متقابلين وحقيقة ذوبان القمم الجليدية وارتفاع منسوب مياه البحر. في مقابلة مع مجلة جريست قالت جيتنيل كيجينر: «عندما وجدت نفسها وجهاً لوجه بجسد مادي يهدد بغمر موطن أجدادها، شعرت بالوقار وليس الغضب».